# Du Guds lamm, du fattige
Du Guds lamm, du fattige är en psalm med text skriven 2000 av Erik Hillestad och musik skriven samma år av Karoline Krüger. Texten översattes till svenska 2002 av Anne-Lina Sandell Janner.

## Publicerad i
- Psalmer och Sånger 1987 som nummer 814 under rubriken "Kyrkoåret - Fastan".[1]